# Moléans
Moléans est une commune française située dans le département d'Eure-et-Loir en région Centre-Val de Loire.

## Géographie

### Situation
Moléans est situé dans la vallée de la rivière la Conie, entre Conie-Molitard et Donnemain-Saint-Mamès, à 5 km de Châteaudun.

Situation géographique
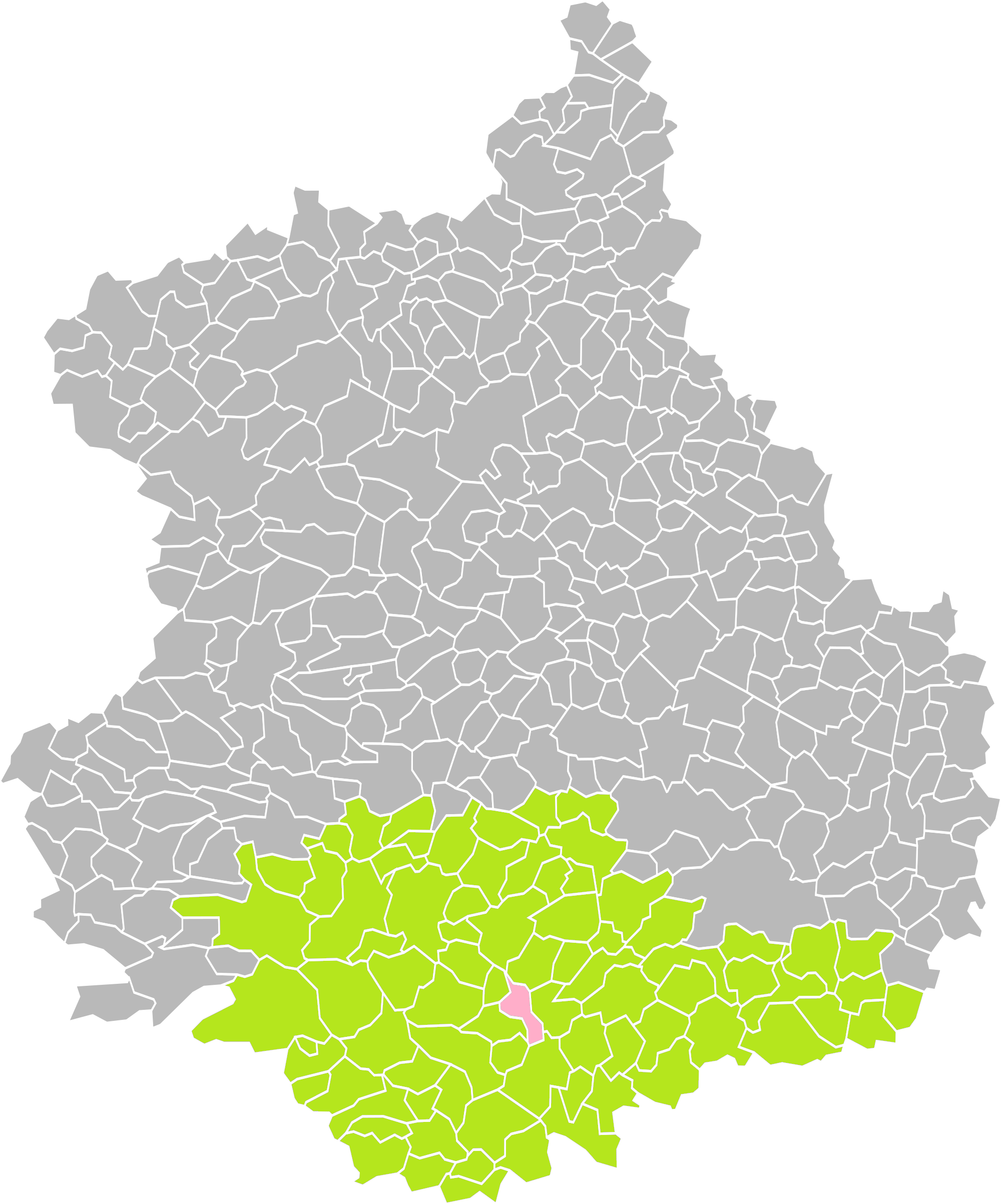
Moléans dans son arrondissement.
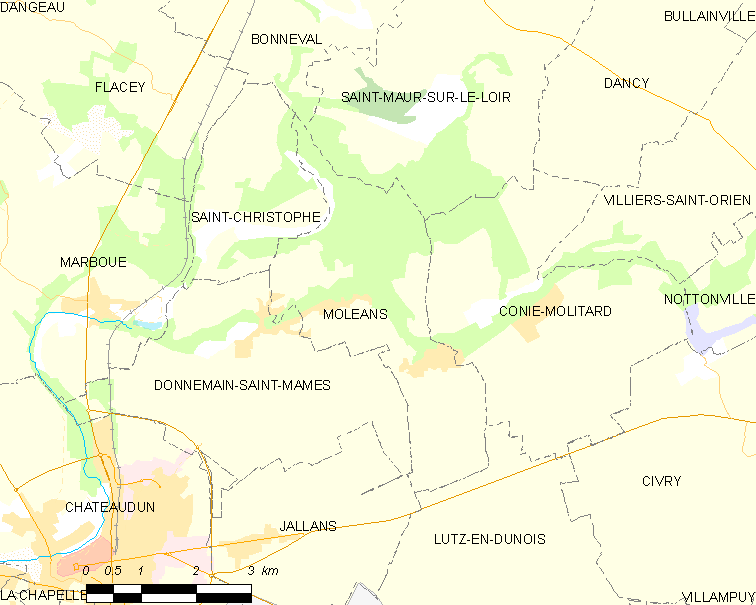
Carte de la commune de Moléans.

### Communes limitrophes
| Saint-Christophe      | Bonneval       | Saint-Maur-sur-le-Loir |
| Donnemain-Saint-Mamès | Moléans        | Conie-Molitard         |
| Jallans               | Lutz-en-Dunois |                        |

### Lieux-dits et écarts
- Valainville ;
- La Roche.

### Climat
Pour des articles plus généraux, voir Climat du Centre-Val de Loire et Climat d'Eure-et-Loir.
En 2010, le climat de la commune est de type climat océanique dégradé des plaines du Centre et du Nord, selon une étude du CNRS s'appuyant sur une série de données couvrant la période 1971-2000. En 2020, Météo-France publie une typologie des climats de la France métropolitaine dans laquelle la commune est exposée à un climat océanique altéré et est dans la région climatique  Moyenne vallée de la Loire, caractérisée par une bonne insolation (1 850 h/an) et un été peu pluvieux. 
Pour la période 1971-2000, la température annuelle moyenne est de 10,7 °C, avec une amplitude thermique annuelle de 15,3 °C. Le cumul annuel moyen de précipitations est de 635 mm, avec 10,7 jours de précipitations en janvier et 7,3 jours en juillet. Pour la période 1991-2020, la température moyenne annuelle observée sur la station météorologique de Météo-France la plus proche, « Châteaudun », sur la commune de Jallans à 5 km à vol d'oiseau, est de 11,5 °C et le cumul annuel moyen de précipitations est de 603,3 mm,. Pour l'avenir, les paramètres climatiques de la commune estimés pour 2050 selon différents scénarios d'émission de gaz à effet de serre sont consultables sur un site dédié publié par Météo-France en novembre 2022.

## Urbanisme

### Typologie
Au 1er janvier 2024, Moléans est catégorisée commune rurale à habitat dispersé, selon la nouvelle grille communale de densité à 7 niveaux définie par l'Insee en 2022.
Elle est située hors unité urbaine. Par ailleurs la commune fait partie de l'aire d'attraction de Châteaudun, dont elle est une commune de la couronne,. Cette aire, qui regroupe 25 communes, est catégorisée dans les aires de moins de 50 000 habitants,.

### Occupation des sols
L'occupation des sols de la commune, telle qu'elle ressort de la base de données européenne d’occupation biophysique des sols Corine Land Cover (CLC), est marquée par l'importance des territoires agricoles (53,6 % en 2018), une proportion sensiblement équivalente à celle de 1990 (54,3 %). La répartition détaillée en 2018 est la suivante :
terres arables (52,9 %), forêts (39,5 %), zones urbanisées (6,8 %), prairies (0,7 %). L'évolution de l’occupation des sols de la commune et de ses infrastructures peut être observée sur les différentes représentations cartographiques du territoire : la carte de Cassini (XVIIIe siècle), la carte d'état-major (1820-1866) et les cartes ou photos aériennes de l'IGN pour la période actuelle (1950 à aujourd'hui).

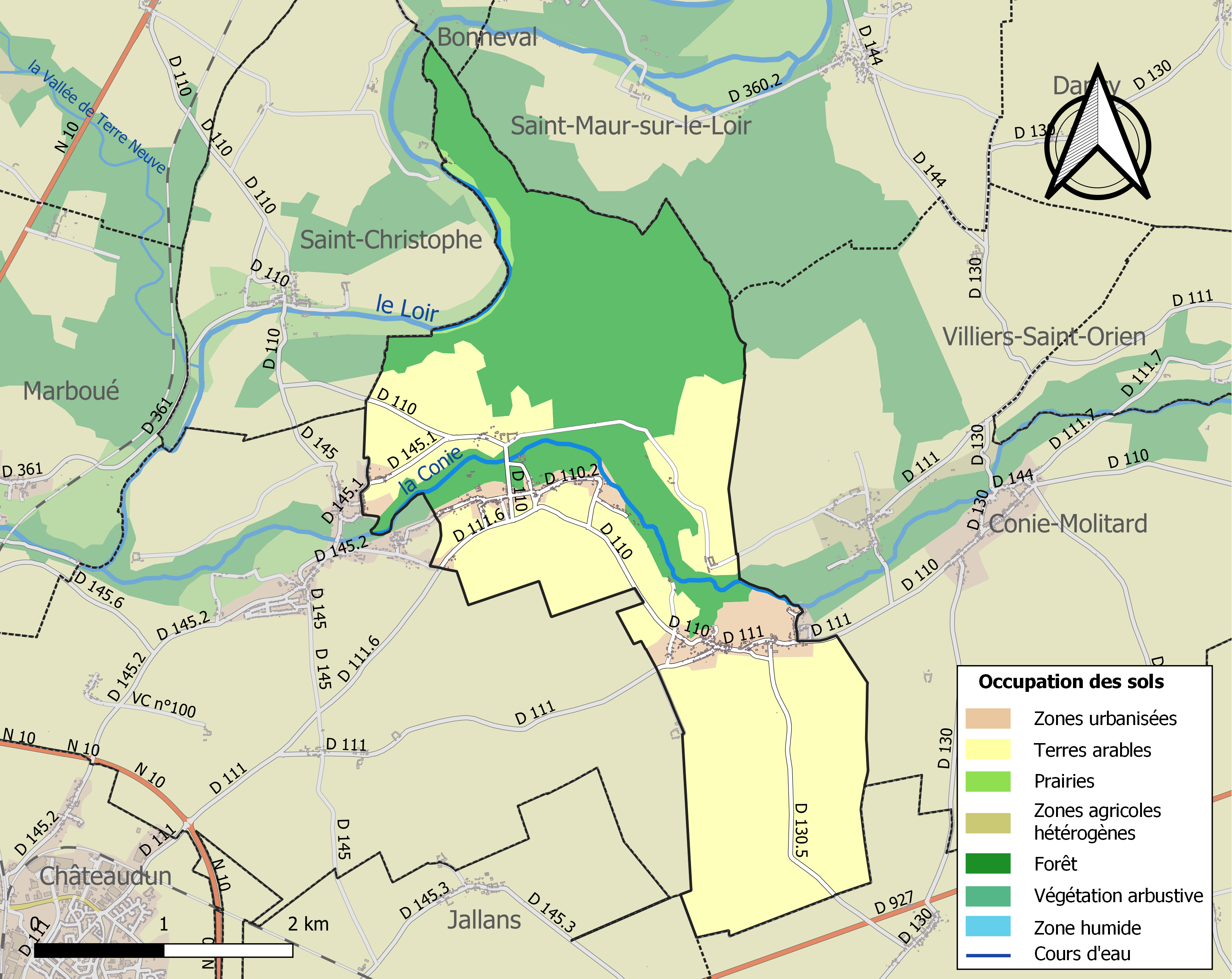
Carte des infrastructures et de l'occupation des sols de la commune en 2018 (CLC).

### Risques majeurs
Le territoire de la commune de Moléans est vulnérable à différents aléas naturels : météorologiques (tempête, orage, neige, grand froid, canicule ou sécheresse), inondations, mouvements de terrains et séisme (sismicité très faible). Il est également exposé à un risque technologique, le transport de matières dangereuses. Un site publié par le BRGM permet d'évaluer simplement et rapidement les risques d'un bien localisé soit par son adresse soit par le numéro de sa parcelle.

#### Risques naturels
Certaines parties du territoire communal sont susceptibles d’être affectées par le risque d’inondation par débordement de cours d'eau, notamment le Loir et la Conie. La commune a été reconnue en état de catastrophe naturelle au titre des dommages causés par les inondations et coulées de boue survenues en 1999 et 2001,.

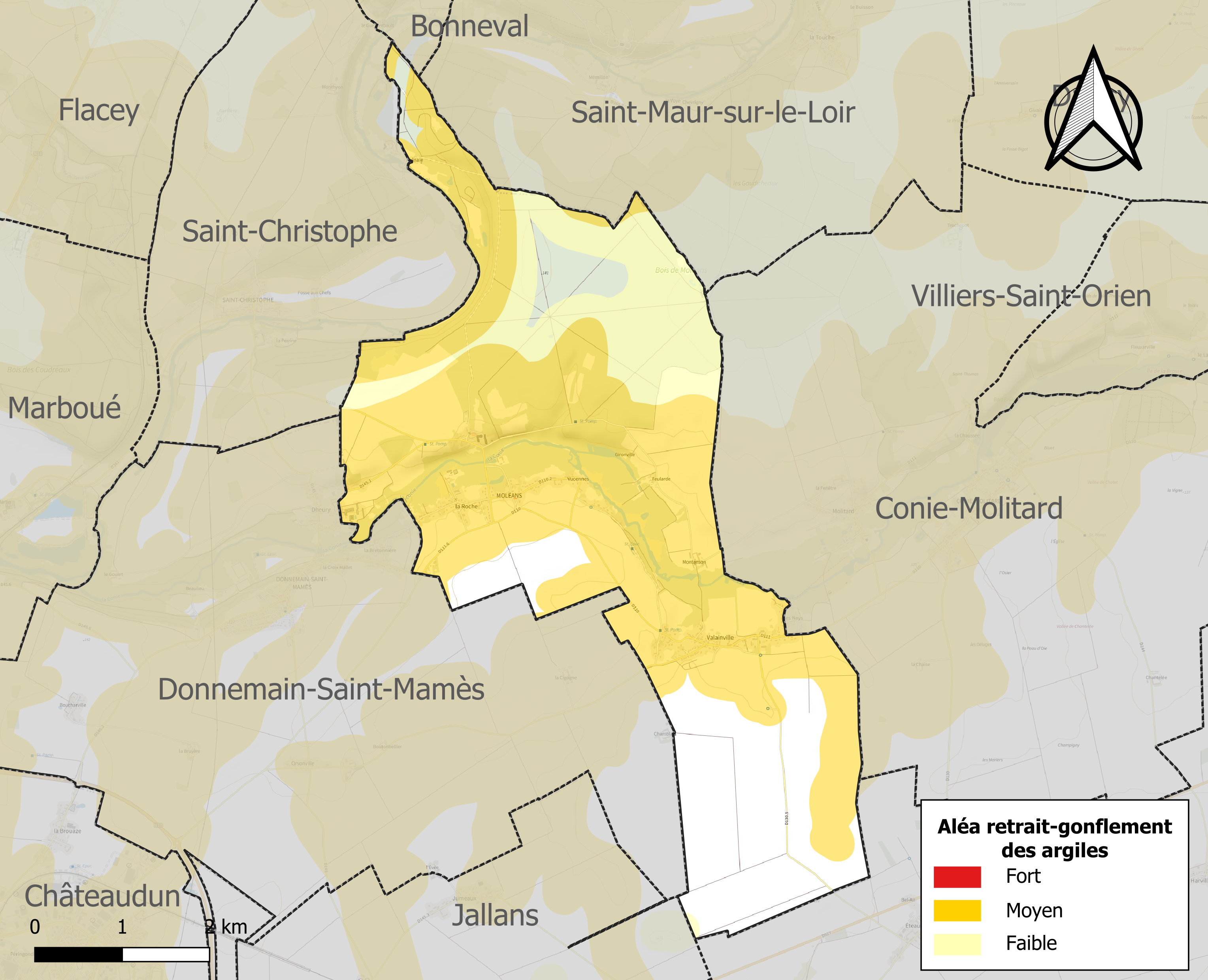
Carte des zones d'aléa retrait-gonflement des sols argileux de Moléans.

Les mouvements de terrains susceptibles de se produire sur la commune sont des affaissements et effondrements liés aux cavités souterraines. L'inventaire national des cavités souterraines permet de localiser celles situées sur la commune.
Le retrait-gonflement des sols argileux est susceptible d'engendrer des dommages importants aux bâtiments en cas d’alternance de périodes de sécheresse et de pluie. 62 % de la superficie communale est en aléa moyen ou fort (52,8 % au niveau départemental et 48,5 % au niveau national). Sur les 238 bâtiments dénombrés sur la commune en 2019, 238 sont en aléa moyen ou fort, soit 100 %, à comparer aux 70 % au niveau départemental et 54 % au niveau national. Une cartographie de l'exposition du territoire national au retrait gonflement des sols argileux est disponible sur le site du BRGM,.
Concernant les mouvements de terrains, la commune a été reconnue en état de catastrophe naturelle au titre des dommages causés par des mouvements de terrain en 1999.

#### Risques technologiques
Le risque de transport de matières dangereuses sur la commune est lié à sa traversée par des infrastructures routières ou ferroviaires importantes ou la présence d'une canalisation de transport d'hydrocarbures. Un accident se produisant sur de telles infrastructures est en effet susceptible d’avoir des effets graves au bâti ou aux personnes jusqu’à 350 m, selon la nature du matériau transporté. Des dispositions d’urbanisme peuvent être préconisées en conséquence.

## Toponymie
Le nom de la localité est attesté sous les formes Danolium en 1115 (lire ad Molium),, Montleon en 1193, Monleen en 1226, Mons Leene vers 1250, Mons Losnii vers 1260, Mons Lenis en 1287, Montelein en 1418, Montleans en 1586, Montléant en 1736.
« Si l’on en croit une des deux explications les plus vraisemblables, la première hypothèse sérieuse serait de traduire Moléans par « boueux en dessous ». Le terme molé désigne une terre molle, boueuse, humide, marécageuse. La racine  mol se retrouve dans d’innombrables toponymes et micro-toponymes qui offrent ces caractéristiques géologiques et géographiques. Son suffixe é en accuse le caractère : molé, qui est mou, boueux. Ce suffixe se rencontre sous de nombreuses autres formes dont les plus connues sont ais, ay, ac. L’origine de Molé est latine : mollis. L’équivalent gaulois de Molé est nauda qui donna en français noue. La seconde partie du mot, an, désigne la position : « en dessous ». On trouve cette extension dans de nombreux toponymes gaulois ou gallo-romains, comme les Nouan, « boueux en dessous », les Péan, « en dessous du sommet » (Pé, du latin podium), ou comme dans Landéan, « sous la lande » ou avec de « la lande en dessous » ».
« La seconde hypothèse est de voir dans mol, une meule, c’est-à-dire un moulin. Il existe effectivement un moulin au pied du château et de l’église de Moléans. Cela semble une hypothèse sérieuse ».
« Moléans est une hauteur au-dessus d’une zone très marécageuse de la vallée de la Conie, « la fausse rivière », une zone très humide aux multiples points d’eau. Molitard se trouve sur la partie intérieure d’un grand méandre et est installé vraiment dans le fond boueux des alluvions de la rivière. Nous penchons donc pour la première hypothèse : Moléans, « boueux en dessous » ».

## Histoire

### Époque contemporaine

#### XXesiècle
Entre le 29 janvier 1939 et le 8 février, plus de 2 000 réfugiés espagnols fuyant l'effondrement de la république espagnole devant les troupes de Franco, arrivent en Eure-et-Loir. Devant l'insuffisance des structures d'accueil (le camp de Lucé et la prison de Châteaudun rouverte pour l’occasion), 53 villages sont mis à contribution, dont Moléans. Les réfugiés, essentiellement des femmes et des enfants (les hommes sont désarmés et retenus dans le sud de la France), sont soumis à une quarantaine stricte, vaccinés, le courrier est limité, le ravitaillement, s'il est peu varié et cuisiné à la française, est cependant assuré. Une partie des réfugiés rentrent en Espagne, incités par le gouvernement français qui facilite les conditions du retour, mais en décembre, 922 ont préféré rester et sont rassemblés à Dreux et Lucé.

## Politique et administration

### Liste des maires
| Période   | Période   | Identité        | Étiquette | Qualité                              |
| --------- | --------- | --------------- | --------- | ------------------------------------ |
| mars 2001 | mars 2014 | Michel Branchet |           |                                      |
| mars 2014 | En cours  | Bruno Brochard, |           | Agriculteur sur moyenne exploitation |

## Population et société

### Démographie
L'évolution du nombre d'habitants est connue à travers les recensements de la population effectués dans la commune depuis 1793. Pour les communes de moins de 10 000 habitants, une enquête de recensement portant sur toute la population est réalisée tous les cinq ans, les populations de référence des années intermédiaires étant quant à elles estimées par interpolation ou extrapolation. Pour la commune, le premier recensement exhaustif entrant dans le cadre du nouveau dispositif a été réalisé en 2004.

En 2022, la commune comptait 442 habitants, en évolution de −5,35 % par rapport à 2016 (Eure-et-Loir : −0,23 %, France hors Mayotte : +2,11 %).
| 1793 | 1800 | 1806 | 1821 | 1831 | 1836 | 1841 | 1846 | 1851 |
| ---- | ---- | ---- | ---- | ---- | ---- | ---- | ---- | ---- |
| 282  | 189  | 279  | 334  | 370  | 450  | 492  | 483  | 476  |

| 1856 | 1861 | 1866 | 1872 | 1876 | 1881 | 1886 | 1891 | 1896 |
| ---- | ---- | ---- | ---- | ---- | ---- | ---- | ---- | ---- |
| 485  | 476  | 471  | 473  | 475  | 460  | 452  | 451  | 450  |

| 1901 | 1906 | 1911 | 1921 | 1926 | 1931 | 1936 | 1946 | 1954 |
| ---- | ---- | ---- | ---- | ---- | ---- | ---- | ---- | ---- |
| 415  | 421  | 434  | 403  | 402  | 394  | 333  | 331  | 325  |

| 1962 | 1968 | 1975 | 1982 | 1990 | 1999 | 2004 | 2006 | 2009 |
| ---- | ---- | ---- | ---- | ---- | ---- | ---- | ---- | ---- |
| 308  | 268  | 292  | 436  | 510  | 476  | 502  | 507  | 477  |

| 2014 | 2019 | 2022 | - | - | - | - | - | - |
| ---- | ---- | ---- | - | - | - | - | - | - |
| 472  | 449  | 442  | - | - | - | - | - | - |

### Enseignement
La direction académique de l'Éducation nationale d'Eure-et-Loir a mis en place un regroupement scolaire avec la commune voisine de Donnemain-Saint-Mamès.

## Culture locale et patrimoine

### Lieux et monuments

#### Château de Moléans
Inscrit MH (1991),  Classé MH (1994).
La vallée de la Conie est surplombée dans le village de Moléans par le château de Moléans, construit principalement aux XVIe et XVIIIe siècles, avec adjonctions effectuées au XIXe siècle.

#### Moulin à eau
Le moulin à eau a été entièrement refait dans les années 1990.

#### Église Saint-Pierre
L'édifice se compose d'une seule nef, prolongée par un chœur à une seule travée, achevé par une abside. Deux chapelles latérales évoquent l'amorce d'un transept. L'intérieur comprend des boiseries pouvant dater du XVIe siècle. Il comprend également une statue de Sainte-Barbe en bois polychrome datant du XVIIe siècle. L'église est située en dehors du bourg de Moléans, de l'autre côté de la rivière Conie, et est entouré du cimetière paroissial.

#### Chapelle Sainte-Barbe de Valainville
La chapelle Sainte-Barbe est inscrite en tant que monument historique en 2024,  Inscrit MH (2024),

Lieux et monuments de Moléans
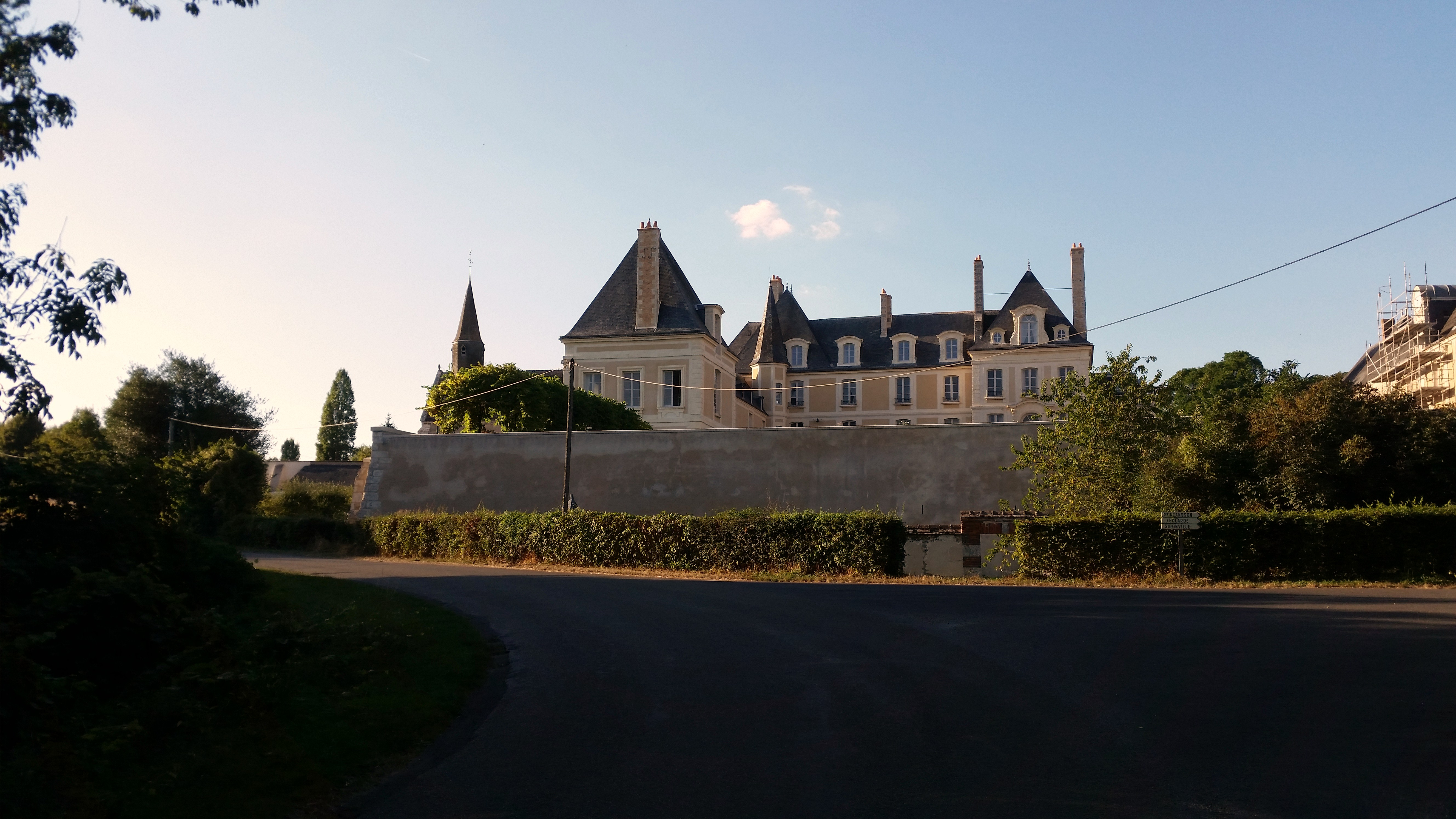
Le château de Moléans.
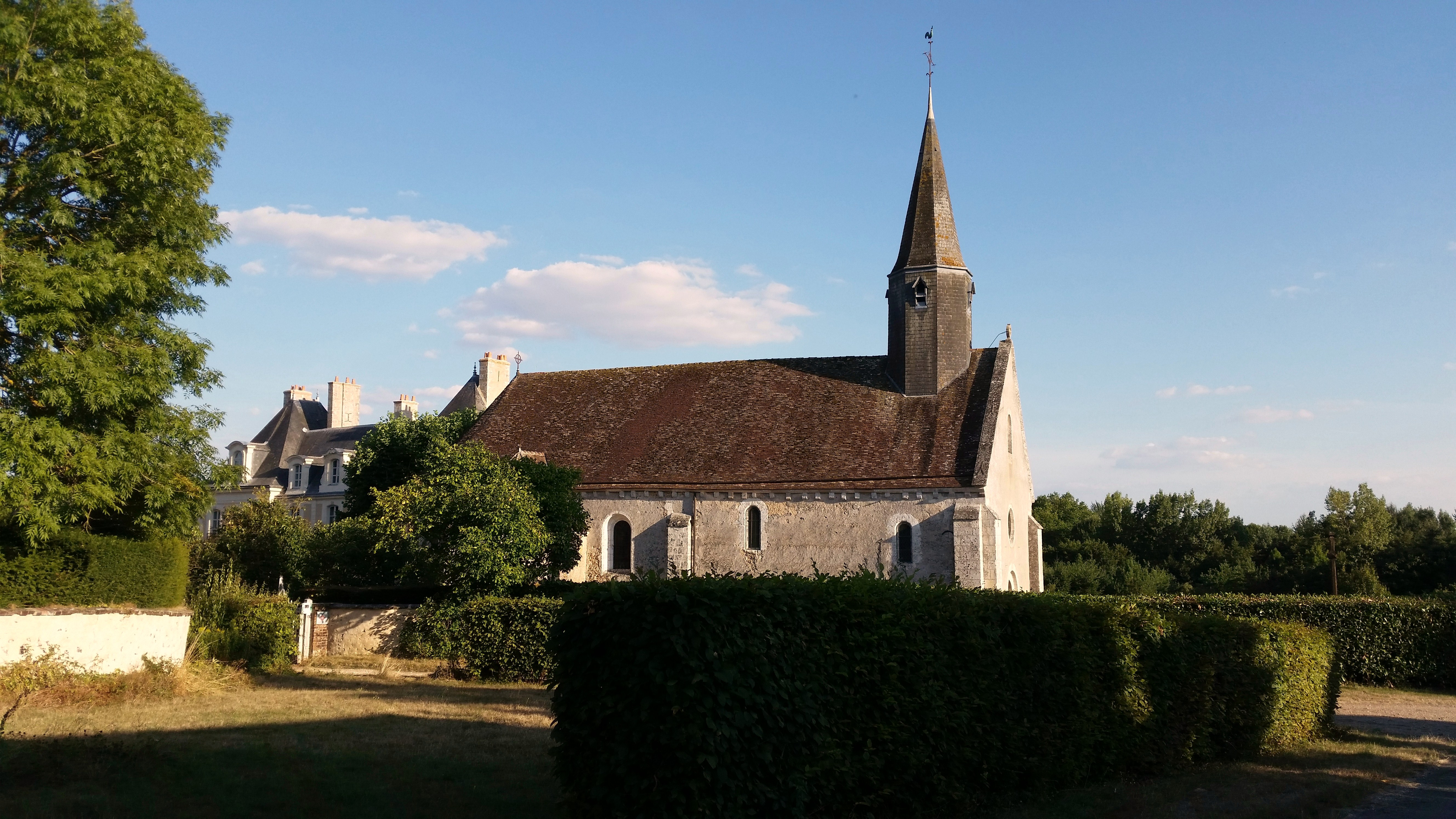
Église Saint-Pierre.

### Personnalités liées à la commune

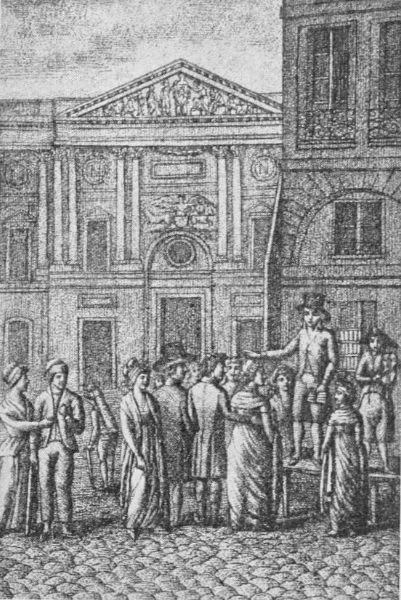
Ange Pitou débitant ses chansons place Saint-Germain-l'Auxerrois.

- Louis Ange Pitou, journaliste, contre-révolutionnaire et pamphlétaire français, est né à Moléans (plus précisément à Valainville) en 1767.